# Handball 16
Handball 16 est un jeu vidéo de simulation de handball mis sur le marché depuis le 27 novembre 2015 et disponible sur Windows, PlayStation 3, PlayStation 4, Xbox 360, Xbox One, PlayStation Vita. Le jeu est développé par Eko Software et édité par Bigben Interactive. 
Il a pour suite Handball 17.

## Description du jeu
Handball 16 est jouable à un ou deux joueur. Le joueur peut choisir entre 3 modes de jeu (carrière, saison et match local) ainsi que parmi 68 équipes officielles issue des quatre plus grands championnats de handball de première division :
- La Ligue nationale de handball ou LNH (France)
- La Handball-Bundesliga (Allemagne)
- La Liga Asobal (Espagne)
- La Boxer Herreligaen (Danemark)[2]

Il existe un total de 126 équipes dans le jeu qui reprend la plupart des techniques de jeu du handball telles que la roucoulette, le croisé, etc.

## Mode de jeu

### Mode carrière
Le mode carrière est un mode ou il est possible de créer son propre personnage, de jouer avec, et de le faire progresser.

### Mode Saison
Le mode saison est le mode du jeu ou le joueur choisie une équipe et joue chaque match de la saison.

### Mode Match Local
Le mode match local est le mode de partie rapide local du jeu . Il est possible via ce mode jeu de jouer un match contre  un ordinateur ou entre amis.